# Fritz Blösch
Fritz Blösch (* 29. Dezember 1808 in Biel; heimatberechtigt ebenda; † 28. Dezember 1887 ebenda) war ein Schweizer Grossrat und Unternehmer.

## Leben
Blösch war ein Sohn des Arztes Johann Alexander Bloesch. Cäsar Adolf und Eduard Blösch waren seine Brüder. Fritz Blösch heiratete 1833 Adèle Emilie, eine Tochter von Johann Rudolf Neuhaus und Enkelin von François Verdan.
Blösch erhielt eine gewerbliche Ausbildung in Paris. Danach trat er in das Unternehmen seines Schwiegervaters ein. Neben dem Drahtzug Bözingen (Blösch, Neuhaus & Cie.) gehörten auch im Bieler Quartier Champagne die 1825 gegründete Baumwollspinnerei und die -weberei von 1830 zum Unternehmen. Durch einen Wasserstollen konnte Blösch 1874 die Energiegewinnung im Taubenloch verbessern. Nach der Schliessung der Spinnerei widmete er sich fünf Jahre später dem Drahtzug. Ein Kleinkraftwerk lieferte 1882 den ersten Strom zur Beleuchtung des Maschinensaals. Zwei Jahre später errichtete er, unterstützt von René Thury, die erste Fernübertragung von Gleichstrom des Landes. Über mehr als 1200 Meter wurden die Uhrenfabriken Bourgeois und Roulet versorgt. Der Drahtzug fusionierte 1914 zu den Vereinigten Drahtwerken Biel (VDB), das Kraftwerk ging 1992 an die Stadt Biel.
Fritz Blösch vertrat von 1864 bis 1871 die Radikalen im Berner Grossen Rat. Er starb am 28. Dezember 1887, einen Tag vor seinem 79. Geburtstag.